# Ballets de Monte-Carlo

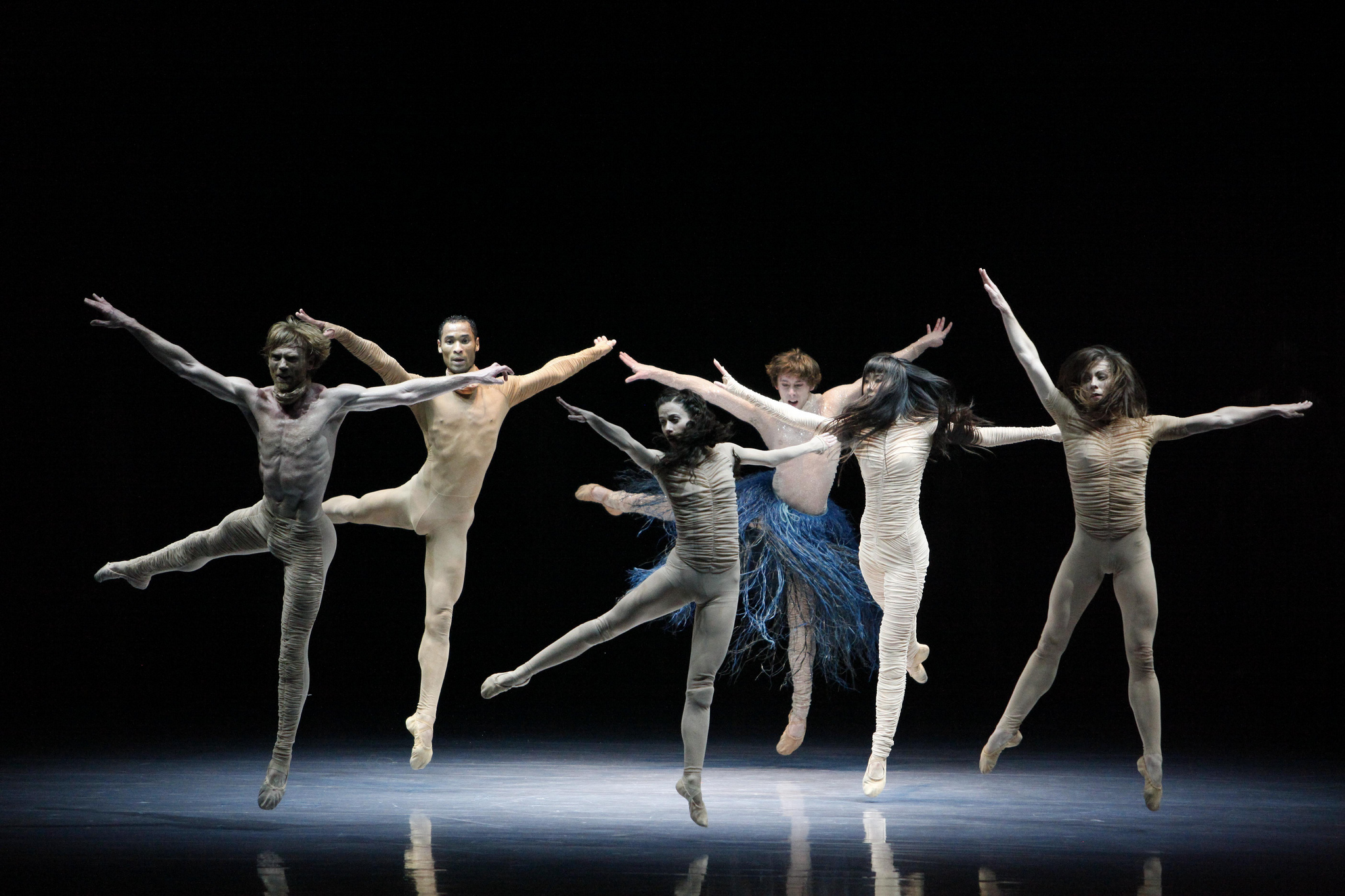

Les Ballets de Monte-Carlo sont une compagnie de danse basée à Monte-Carlo, dans la principauté de Monaco.

## Historique

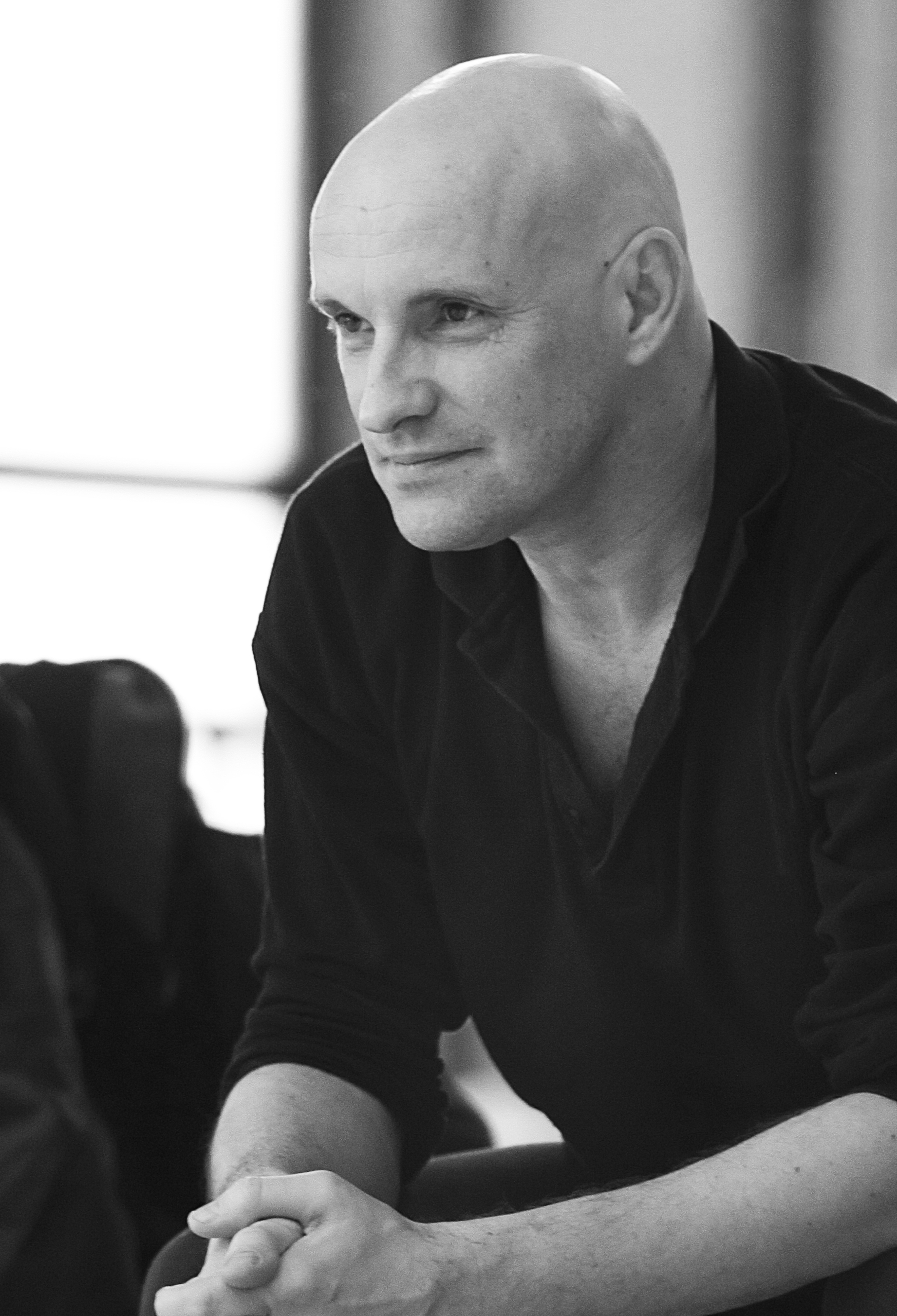
Portrait de Jean-Christophe Maillot par Marie-Laure Briane, qui dirige le Ballet depuis 1993.

Fondée en 1936 par René Blum, à la suite de la partition des Ballets russes de Monte-Carlo du colonel de Basil, la compagnie ne connaîtra que deux années d'existence, sous la houlette du maître de ballet Nicolas Zverev. Michel Fokine y remonte plusieurs pièces, dont certaines du répertoire des Ballets russes de Serge de Diaghilev. Revendue à des financiers américains, la compagnie, dirigée par Serge Denham, devient le « Ballet russe de Monte-Carlo » de 1938 à 1963, puis disparaît. Pendant cette période, le ballet donne des représentations à Paris, à Londres et aux États-Unis, où il se fixe en 1939. Léonide Massine, Bronislava Nijinska, George Balanchine, Alicia Markova, George Skibine, Serge Lifar, Alicia Alonso et Rosella Hightower marquent leur empreinte de leurs créations et de leurs interprétations.
Réinstitués en 1985 à la demande de Grace et Caroline de Monaco, les Ballets de Monte-Carlo sont dirigés jusqu'en 1988 par Pierre Lacotte et Ghislaine Thesmar. Le répertoire est alors composé d'œuvres de Balanchine (Le Fils prodigue, Violin Concerto, Concerto Barocco, Rubies, Tzigane, Thème et Variations), de ballets classiques comme Giselle ou bien d'œuvres des Ballets russes de Diaghilev telles que Schéhérazade ou Prince Igor. En 1988, Jean-Yves Esquerre en prend la direction et fait entrer au répertoire des œuvres contemporaines, notamment de William Forsythe ou Jiří Kylián. 
En 1993, la princesse de Hanovre nomme à la tête des Ballets de Monte-Carlo, Jean-Christophe Maillot. Il constitue un répertoire original autour de ses propres créations, dont certaines sont réalisées en collaboration avec des artistes, plasticiens et compositeurs d'horizons variés. Par ailleurs Jean-Christophe Maillot a enrichi récemment le répertoire des Ballets de Monte-Carlo en invitant des chorégraphes contemporains tels que William Forsythe, Jiří Kyliánn, Karole Armitage, Marco Goecke, Johan Inger, Sidi Larbi Cherkaoui, Shen Wei, Alonzo King, Emio Greco, Chris Haring.
Itinérante une partie de l’année, la compagnie de cinquante danseurs est présente depuis 1993 sur les grandes scènes internationales.
En 2011, sous la présidence de la princesse de Hanovre, les Ballets de Monte-Carlo, l’Académie de danse Princesse Grace et le Monaco Dance Forum fusionnent au sein d'une unique structure, sous le nom des Ballets de Monte-Carlo et sous la direction de Jean-Christophe Maillot.